# ハイター
ハイターは、花王株式会社が製造販売する白物衣類専用の液体塩素系漂白剤の商品名である。
また、同社の販売している全ての衣類・台所用の漂白剤とパイプ用洗浄剤、塩素系のトイレ用洗浄剤・カビ取り剤のブランド名の総称としても用いられている。

## 製品名の由来
ドイツ語の、heiter（ハイター）からきている。意味は（晴れた、澄んだ）である。漂白して、真っ白に仕上がると、気分も晴れ晴れしくなると言う意味にも受け取れて、名称に用いられた。

## 製品の歴史
1962年8月に発売された花王ブリーチが、この製品の前身である。当時の主婦達にとって、白物衣類のシミ抜きや黄ばみ・黒ずみの洗濯は容易ではなかった。
この手間を省き、かつ汚れ落ちの効果もある漂白仕上げ剤として開発・発売されたのが、この商品であった。当時は衣類用だけでなく台所用にも使われた、その後も改良が続けられ、1966年7月に現在の製品名である「ハイター」となった。
この間同業他社のライオン（当時のライオン油脂）が、ライオンブリーチを発売開始、その他各社も漂白剤の発売を始める。この中にはツムラ（当時の津村順天堂・ただし粉末）のハイアライの赤箱や、資生堂のホワイトアップも加わっていた。
その後衣料用の漂白剤としては、ベビーハイターやハイターE（その後香りハイターとなる）が別商品として誕生するも、1991年9月塩素系漂白剤の商品数絞込みで、姿を消した。
1990年代に入り粉末から液体となった酸素系漂白剤の需要が伸び、塩素系漂白剤の需要が伸び悩みとなる。これによりライオンが衣類用の塩素系漂白剤・ブライトの製造を中止することになる。
しかし近年に起こったO157などの食中毒（ノロウイルス等）や衣類を衛生的に除菌したいなどの衛生面の関心が高まってきたことから、製品としては一定の需要を維持している。
なお製品の正式名については、1990年代までは、花王ハイターだった。

## 製品成分
塩素系の次亜塩素酸ナトリウムが主成分。ほかにアルカリ剤として水酸化ナトリウム。液性はアルカリ性。酸性の洗剤と混ぜると塩素ガスが猛烈に発生してくるので危険。決して一緒に使ってはいけない。そのため、ラベルには「混ぜるな危険」の表示がしてある。アルカリ剤は容器中で次亜塩素酸ナトリウムの分解を防ぐためにある。強アルカリ性なので、必ずゴム手袋をして使う必要がある。
なお、よく勘違いされるが、酸性の洗剤と酸素系漂白剤は別物である。酸素系漂白剤と混ぜた場合には酸素ガスが発生する（ただし一部塩素ガスも発生する）。ハイターの有効成分の次亜塩素酸ナトリウムや、酸素系漂白剤の過酸化水素は分解されてしまうために漂白力は大きく低下する。

## 用途
衣類の黄ばみ・黒ずみの漂白・除菌・除臭。また飲食物や血液、汗によるシミの漂白。木綿・麻・ポリエステル・アクリルに使用できる。
水洗いできる白物の繊維類、襟や袖口が樹脂加工されているワイシャツやブラウスについては、方法を守ることで可能。

## 過去に発売されていた商品
過去に衣類用塩素系漂白剤として発売されていたハイターブランドの商品は以下の通り。
ベビーハイター
1968年9月発売。赤ちゃんのオムツや肌着など、衣類の漂白・洗浄・除菌用。ボトルは桃色で、末期は赤ちゃんの写真をラベル前面に付けていた。キッチンハイターとともに、洗浄成分配合だった。
ベビー用品を扱う一般の量販店では、ベビー用品コーナーに置かれている事もあった。1991年塩素系漂白剤の商品数の絞込みで発売中止。
ハイターE
1984年11月発売。塩素系漂白剤は、塩素臭独特のニオイにより、多くの主婦達から「使用したいけど匂いがいやだ」と敬遠される傾向にあった。
そういうヤングミセスやベテランの主婦層向けに開発された商品である。
キャッチフレーズは（ツンとした匂いがしない）で、主に販売層を塩素系漂白剤を敬遠する、ヤングミセスをターゲットにしていたようである。
ボトルの色は白で発売当時は縦長ボトルだったが、後にハイターと同型のボトルになる。
1989年に改良された香りハイターが発売されて発売は中止、現在は業務用のみになる。
香りハイター
1988年5月に発売、ハイターEを改良した製品で、匂いがツンとしないだけでなく、衣類用の塩素系の漂白剤としては初の香りつきの製品だった、香りはフローラルの香り、ボトルの色は白で、ラベルは背面に緑商品名記載部分外の円はハイターEと同じだった。
しかし1991年塩素系漂白剤の商品数絞込みで、ベビーハイターとともに発売中止に。

## 製品の宣伝広告
基本的には、新聞や雑誌広告・テレビコマーシャルで行われていた。

### 新聞雑誌広告
基本的には製品の新発売時や製品需要の伸びる時期に広告を入れる。新聞は半面広告、また新発売時には経済面の商品紹介のとこで紹介される、また雑誌は主婦向けの雑誌の広告のページに掲載されるのが普通、この場合メーカーの広告だけに比較的2ページで扱われる。さらにお洗濯を扱う特集でも商品名が載ることもある。
なお雑誌広告は過去に日本広告主協会（JAA）主催の「消費者のためになった広告コンクール」で3回入賞をしている。
1969年度 最優秀賞「漂白だけが私の仕事ではありません」
台所の衛生や、浴室やトイレの掃除に使用できる事を強調した広告になっている。
1970年度 優秀賞「汚れのブラックリスト」
「洗剤がてこずっているこの厄介者たち」のサブコピーと共に、衣類に付いた汚れを、犯罪者に見立てて載せている。
掲載されている衣類は、ワイシャツの襟と袖口、子供の服のポケット、子供の靴下、赤ちゃんのよだれかけ、白のシューズだった。
また洗剤では落ちないのは「汚れの色素」が原因と、強調している。
1987年度 優秀賞「消したい色 残したい色」
この時はワイドハイターとの共同広告で受賞、広告にも「洗剤では落ちないシミ・黄ばみに 花王のハイターグループ」と書かれている。
サブコピーは「柄物はクッキリと、白い物はより白く 漂白剤、上手に使えば衣類はいつも新しい」だった。
内容は、モデルの女性が、それぞれの商品に合わせた衣装をまとい、衣類に応じた使用法を解説している。
ハイターのほうは、女性は上から下までとベルトも白で統一している。また出てくる衣類と使用法は、次の通り解説されている。
靴下の黒ずみ（揉み洗いと浸け置き漂白を勧めている）。
ワイシャツの襟や袖の汚れ（漂白して樹脂加工部分が黄変したら、ハイドロハイターをと広告している）。
女性用下着の黄ばみ（ランジュやキャミソールが出ていて、黄ばみの原因を解説しながら、二回に一度に洗濯時に、ハイター漂白を勧めている）。
ショーツ（パンティー）に付いた月経の血液（女性雑誌の広告なので、前記と共に書かれている、お湯を使用せず水でつまみ洗いして漂白するようにと書かれている、漂白だけでなく除菌も出来ることを強調している）。
なお、ワイドハイター関連のものに関しては略する。

### テレビコマーシャル
広告が入る時期等は、新聞雑誌広告と同じだが、製品の特殊性から塩素系のハイターのテレビコマーシャルは1974年以降は8本のみである（ハイター・ハイターE・香りハイター含む計）。
また1990年以降は酸素系漂白剤に力を入れているため塩素系ハイターのCMはない。
前期の6本は黄ばみの漂白を主にして採り上げていて、後期の2本はシミの漂白を主にしていた。
またTVとVTRの特長を生かして、汚れている布地に希釈したハイター液しみこませたものをアップに映して衣類の漂白されていくところを倍速にして見せていた（現在のこのような場面は3Dなどのイメージ画像を使用する）、この映像の初期のものにはシミ・黄ばみ・黒ずみの3種類があった。
またCMに出てくる人物設定としては、母親と子供が多くこれは子供達の、パンツ（男児ブリーフ・女児ショーツ）やシャツを、清潔に真っ白に仕上げたいと言う形で製作された。ほかに前出のハイターEは新婚夫婦と若い奥さんの設定で、ヤングミセスをターゲットにした形、また香りハイターは母と娘と言う珍しい設定である。
なお1970年代のCMソングの歌手には、当時のCMソング歌手として活躍した、松本美音（現・ミネハハ）が、担当していた。
ハイターそのもののコマーシャルは、1966年、1974年、1976年、1989年に製作されている。
また2018年には「キッチン泡ハイター」として、同年1月開催の第95回東京箱根間往復大学駅伝競走で総合4連覇を果たした、青山学院大学陸上競技部の町田寮母・原美穂が主に、夫で長距離ブロック監督・原晋と、陸上部員達（当時）も出演のCMが製作・放映された。
1966年制作
女性1人が出演。
ハイターの中から大量の肌着が出てくる。そして「一本で200枚もの肌着を真っ白にする、強化漂白剤ハイター」「花王ブリーチはハイターという名前に変わります。あら、奥様はご存知でしたよね。」とナレーションが入り、白い衣類が水の中で回っているところに「シミ黄ばみを真っ白に、」そして大量の肌着が干されているシーンに一度に200枚の肌着を真っ白にする、ハイター。」そしてボトルを持つ女性の顔がアップで映され、「ブリーチをお求めの方は、ハイターとご指定くださいね」そして1.5リットルと500ミリリットルボトルが映されながら、「ハイター‼︎はい！」というコーラスが入る。画面には花王の月のマークと画面上に「強化漂白剤」と表記、画面中央に「花王ブリーチ ハイター」と表記、その下には100円・200円と入っていた。
1974年製作
登場するのは子供4人で、4、5歳の男の子と女の子だった。
CMの流れは、ハイターのボトルが出てきた後、子供たちがCMソングに合わせて、下着などを着用していく物だった。
歌の最初は「パンツが真っ白、パンツが真っ白、穿いたかな、ハイター」で、子供たちはパンツ（男児ブリーフ・女児ショーツ）をはくが、一人だけお尻を丸出しにしたままの子も居た。
さらにシャツ・短パン・靴下とはいていく、歌の締めは「ハイターでほら真っ白けだねー」だった。
最後にシミ・黄ばみ・黒ずみの漂白イメージが出てきて、「ハイター〜」のコーラスでCMは終わる。
なお漂白の対象は強調されていないが、下着が出てくることから、黄ばみを対象としていたと思われる。
1976年製作
登場するのは2人の子供で、5歳前後男の子と女の子だった。
CMの流れは、出だしが女性コーラスで、明るく「ハイターで漂白しましょ」と言うコーラスの後、子供達二人が下着を着用している場面に。
ここで母親の独り言のようなセリフが入る、ただし画面にはその姿は無い、母親いのセリフは「襟や袖口脇の下、肌着はいつも真っ白にして」と言ったとこで、画面の子供達はシャツとパンツ（男児ブリーフ・女児ショーツ）姿で、はしゃぎ始め、少し子供の声もかぶりながら最後に、柔らかい口調で「着せたいですね」と言う、ここで子供達の声も強調される。
そして漂白のイメージ画像が、シミ、黄ばみ、黒ずみの順で映されて、最後に同じ女性のコーラスで「ハイターで芯から真っ白」となり、CMは終わる。漂白のイメージ画像には、シミ、黄ばみ、黒ずみの文字のテロップも付いていた。
またイメージのうち、黄ばみの物は後のハイターEの最初のCMで、使用された。
また母親のセリフからして、黄ばみの漂白を強調している様にも見える。
1989年製作
設定は母親と男の子2人で、男の子2人は兄弟の設定で、兄が小学校低学年位と弟が幼稚園位。子供2人となると、13年前の物に似ているが、今度は母親も登場し、別内容である。
CMの流れは、まず白のシャツと短パン姿の兄弟が、胸のところを隠しながら映し出される、「頑固なシミには、ハイター」のコーラスをバックに、シャツを見せると、食べこぼしのシミだらけ、短パンもよシミが付いている、兄はそのままだが、弟は短パンを脱いで、パンツ（男児ブリーフ）を見せる。
ここで母親が洗濯機の近くに立っている場面に、カメラに向かい、「洗剤だけでは、どーしても取れない」と言ってシャツを持ち、画面に向けてシミの残っているシャツを広げて、「頑固なシミ」、そして「これはもう、ハイターしかありません」と言うと、ハイターの大ボトルが映し出される。
そして、浸け置き漂白と漂白イメージの場面、漂白イメージは、前年製作の香りハイター同様、シミの物だった。
そして、兄弟達が着替える場面になる、いきなり画面には、裸で後姿で、ひざの所までパンツ（男児ブリーフ）を穿いている、2人が映し出される、そしてパンツをお尻いっぱいにまで上げて穿き、さらに軽くお尻を叩くしぐさをする、そしてシャツを着て、短パンを穿く、ここではお互いがバランスを崩し、2人のお尻がぶつかる、最後に座りながら靴下履き、頭を後ろに下げ足を上に上げる、この場面は、兄弟2人が歌う歌にあわせて展開された、歌は「真っ白パンツに、真っ白Tシャツ、真っ白短パン、真っ白ソックス」だった。
最後に母親が、顔の横に大ボトルを持ってきて、「真っ白漂白なら」と言い、コーラスの「ハイター」で終わる。
最後の場面のテロップで、「真っ白漂白なら ハイター」の文字の色が、青から白に変わる演出がなされた、おたかも漂白されていくイメージを、だしていた。
このCMでは、シミの漂白が強調されていた。
また最後にハイターとともに、姉妹品の香りハイターも紹介された。

## ボトル・ラベルの変化
1966年の発売以来ボトル・ラベルも時代ニーズに合わせて変化している。
初期から1974年頃まで
花王ブリーチを引き継いで発売されたが、ボトルの色が白から現在も使用されているスカイブルーに変わる、キャップは引き続き濃い青色に、またボトルには「KAO BLEACH ハイター」と文字が刻まれていた、商品名は「花王 ハイター」と書かれている、また強化漂白剤とも書かれていた、なお当初は花王ブリーチのロゴも表示されていた。
1975年頃から1980年代中ごろ
この頃からボトル・ラベルが、現在の形に近いものが使われ始める、商品名は引き続き「花王 ハイター」と表記、前ラベルの背面のカラー配置が縦に「白・青線・イエローグリーン・青線・白」だったのが、白を基本に商品名表示のところにイエローグリーン円は青とピンクで、現在とは逆の配置だった、ラベルの上に「石鹸や洗剤では落ちないシミ・黄ばみが消えて」の文字が入り、さらに右上にボトルと同じギザギザ囲みの中に（真っ白に）の表示が登場した、また注意事項の前面表示もこのときから実施された。
1980年代後半から1990年代
まず前ラベルのカラー配置が逆転した、背面にイエローグリーン円はそのまま商品名表示部分は白になる、ラベル上の記載から石鹸の文字が消え「洗剤だけでは落ちないシミ・黄ばみが消えて」になる、「真っ白に」の表示の形が青とマリンブルーのラインで書かれている細長い六角形の中に、白の背景のギザギザに変化する、注意表記は部分変更のみあった、後に塩素系商品の事故を防ぐ点から、1990年4月に前面の注意事項に「まぜるな危険」の表記が登場する、またラベル上の表記が再度変わり「洗剤だけでは落ちないシミ・黄ばみがスッキリ」に、また1989年頃に商品表示の部分の円が、上がピンクに下は青に変わる、またこの頃液体酸素系漂白剤のとの勘違いを防ぐため「白物衣類専用」の表示も加わる。
現在
まずボトルは、形の変化は無いものの、液漏れ防止の観点から、注ぎ口に栓が付いている、計量キャップも注ぎやすいように広がっている、ラベルは「花王ハイター」の花王の文字と、「真っ白に」と書かれた六角形のギザギザ形、「洗剤だけでは落ちないシミ・黄ばみがスッキリ」の表記が無くなる、代わりに「真っ白に」の表記代わりにラベルの左上にピンクの円の中に「除菌」の表記が、「…シミ・黄ばみがスッキリ」の文字が商品名表示の所に移動、元「花王」の表記の所に「シミ黄ばみも真っ白に」と表記される。2011年からは前面の注意事項の上に小さく書かれていた「塩素系漂白剤」の表記が無くなり、代わりに楕円と白地の背景に「衣類用漂白剤」と表記されるようになった。

## シリーズ製品一覧
「キッチン泡ハイター」・「キッチンハイター 除菌ヌメリとり」・「強力カビハイター」は2016年4月に、「キッチンハイター」・「パイプハイター 高粘度ジェル」・「トイレハイター」は同年春に、「洗たく槽ハイター」は2017年春にそれぞれパッケージリニューアルしており、掃除用の「ハイター」は従来、製品により異なっていたロゴデザインが「強力カビハイター」以外はすべて統一されることになった。

### 衣類用漂白剤
- ハイター（液体塩素系）
- ワイドハイター（液体酸素系、粉末酸素系） - 「ワイドハイターEXパワー」の発売に合わせ、既存製品のロゴタイプ・パッケージを変更。花王製品情報では「ハイター」と分けて掲載されている。
- ハイドロハイター（粉末還元系）

### 台所用漂白剤
- キッチンハイター（液体塩素系） - 業務用の2.7kg、5.0kgも設定。
- キッチン泡ハイター（液体塩素系・泡タイプ） - スプレータイプ。1000ml入りの業務用も設定されているが、チューブの長さの関係で400mlスプレーとの相互互換性は無い。

### 台所のそうじ用品
- キッチンハイター 除菌ヌメリとり（台所用排水口ヌメリ取り剤・中性） - キッチンの排水口にセットして使用するもので、水が流れるたびにカセット内部の錠剤が徐々に溶けだして洗浄成分が排水口全体に行き渡ることでヌメリやニオイを予防。効果は約60日間持続する。菊割ゴム型の「ゴムタイプ」と「プラスチックタイプ」の2種類があり、「ゴムタイプ」は切り口からカット線に沿って切ることでサイズ調整ができる。発売当初は「キッチンワンダー 排水口用ヌメリとり」として発売されていたが、2008年3月のリニューアル時に「排水口ハイタ― 置くだけヌメリとり」に商品名を変更して「ハイター」ブランドへ移行。さらに、2012年4月のリニューアルで再度商品名が変更され、「キッチンハイター」のシリーズ品となった。なお、つけかえ用は「ゴムタイプ」「プラスチックタイプ」共通で、従来の「キッチンワンダー 排水口用ヌメリとり」や「排水口ハイタ― 置くだけヌメリとり」にもそのまま付替えられるが、つけかえ用は製品に合わせた専用設計となっている為、市販のふたには取り付け不可。

### 住居用洗剤
- パイプハイター 高粘度ジェル（排水パイプ用洗浄剤・液体塩素系） - 2009年3月に発売された花王初となる液体塩素系タイプのパイプ洗浄剤。業務用は2010年1月に内容量を2kgに増量し、専用の計量キャップ付きになった。計量キャップなしのつけかえ用も設定されている。2015年3月に家庭用をリニューアル。内容量を800gから500gに減容して横向きノズルとくびれボトルを採用したコンパクトサイズとなり、「キッチンハイター」シリーズと統一されたパッケージデザインとなった。2021年春にパッケージデザインが再度変更された（自然切替）。
- 洗たく槽ハイター（洗たく槽用洗浄剤・粉末酸素系） - 2009年6月発売。1回使いきりタイプで、9kgまでの全自動洗濯機専用。2017年春のパッケージ変更に伴い、香りも改良された。

### おふろのお手入れ品
- 強力カビハイター（浴室用カビとり剤） - 1000ml入りの業務用も設定されているが、400mlとの相互互換性は無い。
- 強力カビハイター 排水口スッキリ（浴室用排水口洗浄剤） - 2018年10月発売（一部店舗は同年6月より先行発売）。浴室の排水口の周辺に振りかけ、水をゆっくり注ぐことで発泡する粉末タイプの洗浄剤。

### トイレのお手入れ品
- トイレハイター（トイレ用洗浄剤） - 業務用もある。2021年7月にパッケージデザインが変更され、青緑のボトル・白ラベルから白ボトル・青緑のラベルへ変更。大幅なデザイン変更となったため、正面上部に「トイレハイターのデザインが新しくなりました」の表記と旧パッケージ品の写真が記載された。
- トイレハイター 水ぎわ・水底スッキリ（水洗トイレ用洗浄剤） - 2021年3月発売。水洗トイレ（和式(簡易式を含む)及び簡易式洋式には使用不可）の水たまり部に投入する洗浄剤。1袋の中に粉末と錠剤が一緒に封入されている。

### 業務用製品
- ハイターE
- 除菌タブレットハイター（錠剤塩素系） - 一定濃度の除菌液が作れるタブレットタイプの塩素系漂白剤。
- ワイドハイター（粉末酸素系） - 「ワイドハイター 粉末タイプ」の業務用仕様。旧パッケージのまま販売されている。
- キッチンワイドハイター（粉末酸素系） - 「キッチンハイター 粉末酸素系」の業務用仕様。
- 病院用ハイター（液体塩素系）
- 「花王」メディカルハイター液6W/V%【医療用医薬品】（液体塩素系）
- 泡洗浄ハイター1000（液体塩素系）
- 医療施設用泡洗浄ハイター1000（液体塩素系）

### 製造終了品
- キッチンハイター 粉末酸素系 - 2016年3月製造終了。
- パイプハイター 連続発泡パウダー（粉末酸素系） - 粉末分包タイプ。元々は「花王パイプスルー」として発売されていたが、2009年3月にリニューアルして商品名を変更し「ハイター」ブランドに移行した。「パイプハイター 高粘度ジェル」へ機能統合の為、2015年3月製造終了。

## 海外での展開
海外でもアジア地域を中心に展開されており、タイでは日本と同じ「Haiter」として発売されているが、香港・マレーシア・シンガポールでは「KAO Bleach」、台湾では「ワンダフル（現地では「新奇」と表記）」と別ブランドで発売されている。
日本での「ハイター」や「ワイドハイター」に相当する衣類用漂白剤が中心だが、日本では既に終売となっている「香りハイター」に相当するフローラルの香りやレモンの香りといった香りつきの製品が発売されている。
また、台所用漂白剤・トイレ用洗浄剤・浴室用カビ取り剤も海外で発売されているが、これらの品目は「マジックリン」ブランドで発売されている。

## 競合商品
- ブライト（ライオン） - このシリーズの対抗商品

## 現在家庭用塩素系漂白剤を発売している同業他社
- NSファーファ・ジャパン
- カネヨ石鹸
- コープクリーン
- 第一石鹸
- 丹平製薬
- マルフククレンザー
- ミツエイ
- ロケット石鹸